# Philadelphian cricket team
Il Philadelphian cricket team fu una formazione che rappresentò la città di Filadelfia, Pennsylvania, nel cricket di prima classe dal 1878 al 1913. Sebbene gli Stati Uniti avessero disputato la loro prima partita internazionale di cricket contro il Canada nel 1844, lo sport conobbe un lento declino nel paese, un processo accelerato dalla crescente popolarità del baseball. Tuttavia, a Filadelfia, il cricket mantenne una solida base di sostenitori. Tra la fine del XIX secolo e lo scoppio della prima guerra mondiale, la città fu sede di una squadra di prima classe che competé a livello internazionale, rivaleggiando con molte delle principali formazioni del mondo.
La squadra di Philadelphia era composta da giocatori provenienti dai principali club di cricket della città, tra cui Germantown, Merion, Belmont e Filadelfia. Inoltre, atleti di club minori come il Tioga e il Moorestown Cricket Club, così come studenti provenienti da università locali come l'Haverford College e l'Università della Pennsylvania, furono parte della formazione. Durante i suoi 35 anni di attività, la squadra disputò 88 partite di cricket di prima classe, con un bilancio di 29 vittorie, 45 sconfitte, 13 pareggi e una partita abbandonata prima del completamento.

## Storia

### Anni 1870 e 1880
Nel 1872, la squadra inglese di Fitz Fitzgerald intraprese un tour del Nord America, durante il quale giocò una partita contro Philadelphia, durata tre giorni a partire dal 21 settembre. L'incontro si svolse presso il Germantown Cricket Club Ground a Nicetown. Sebbene non fosse una partita di prima classe, la sfida vide i Philadelphians schierare 22 giocatori, mentre gli ospiti, che vinsero per 4 wicket, ne contarono solo 12. Tra i giocatori inglesi figuravano nomi di spicco come WG Grace, il futuro Lord Harris e AN Hornby. Sebbene Grace non si distinguesse come battitore, riuscì a ottenere ben 21 wicket (su 42 possibili) durante la partita.

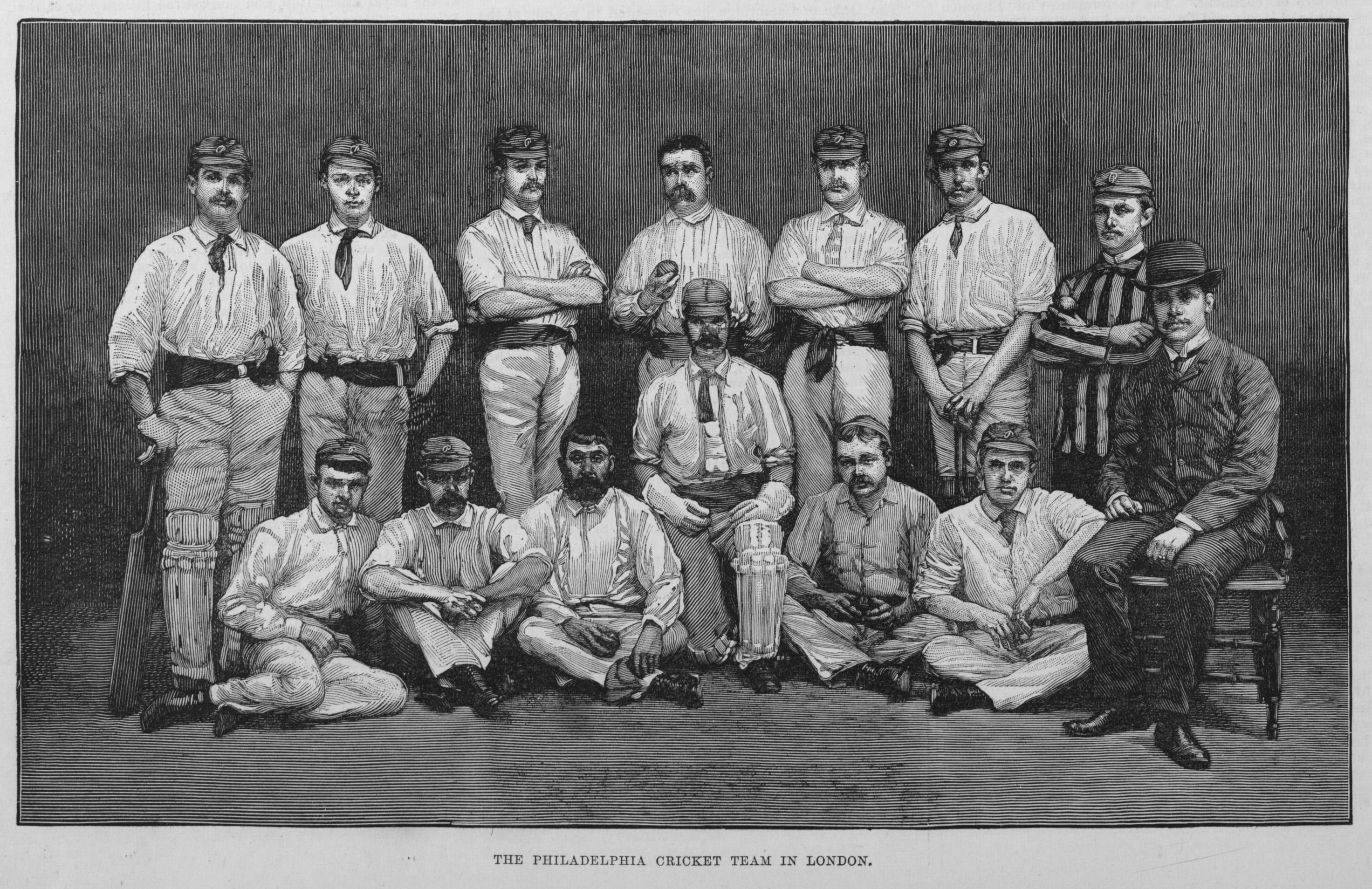
Philadelphian cricket team nel 1884

La prima partita di cricket di prima classe per i Gentlemen of Philadelphia si svolse il 3 ottobre 1878 contro la squadra australiana. Questa partita ebbe luogo al termine del tour degli australiani in Inghilterra. Durò tre giorni e si concluse con un pareggio a basso punteggio, con l'Australia ancora a 43 run dal completare il proprio obiettivo quando l'incontro terminò. L'anno successivo, nel 1879, l'Irlanda visitò Philadelphia per disputare due partite contro i Philadelphians. La prima partita, che durò due giorni, fu vinta dalla squadra di casa con un inning di vantaggio, mentre la seconda, giocata in un solo giorno, vide la vittoria degli irlandesi.
Nel 1883, i Philadelphians disputarono un'altra partita di prima classe, questa volta contro la nazionale degli Stati Uniti. La partita si concluse con una sconfitta per i Philadelphians, che persero per 8 wicket, ma si rifecero l'anno successivo, vincendo la rivincita con 3 wicket di vantaggio. Questo incontro divenne un appuntamento annuale tra i migliori dilettanti di Philadelphia e i migliori professionisti del paese, con la partita che si disputò sei volte tra il 1885 e il 1894.
Sempre nel 1884, i Gentlemen of Philadelphia intrapresero un tour nel Regno Unito. Nel 1885, una squadra inglese organizzata da Edward (Ned) Sanders visitò Philadelphia per giocare due partite di prima classe. La serie fu divisa, con la squadra inglese, capitanata da Richard Thornton, che pareggiò con i Philadelphians. L'anno successivo, nel 1886, la squadra inglese tornò in tour con maggiore successo, vincendo entrambe le partite contro Philadelphia. Nel 1888, l'Irlanda tornò a Philadelphia per disputare due partite di prima classe, entrambe vinte dalla squadra di casa. L'ultimo tour del decennio si svolse nel 1889, quando i Gentlemen of Philadelphia tornarono nel Regno Unito per un'altra serie di partite.

### Anni 1980
Il decennio del 1890 segnò l'età d'oro del cricket a Filadelfia, un periodo in cui i giocatori più noti della squadra lasciarono un'impronta indelebile nella storia dello sport. La prima partita del decennio classificata come di prima classe per i Philadelphians si svolse contro una squadra di residenti inglesi. Questa sfida si era tenuta annualmente dal 1880 al 1883, ma nel 1890 fu l'ultima volta che venne giocata, nonché l'unica in cui la squadra di Philadelphia fu esplicitamente denominata "Philadelphians". In quella occasione, la squadra di casa vinse la partita per sei wicket.
Nel 1891, una squadra inglese capitanata da Lord Hawke visitò Filadelfia, giocando due partite contro i Philadelphians. La prima partita fu vinta dai locali con un punteggio elevato, ma nella seconda i turisti si imposero con un punteggio basso, grazie a una straordinaria performance di Sammy Woods, che riuscì a prendere 15 wicket.
Nel 1892, l'Irlanda visitò Philadelphia per una serie di partite. Le due squadre si divisero i risultati, con una vittoria per ciascuna e una partita che terminò in pareggio. Questo incontro fu particolarmente significativo in quanto segnò il debutto di Bart King, che sarebbe poi diventato uno dei più grandi bowler nella storia del cricket americano e una figura centrale per i Philadelphians.
Nel 1893, l'Australia fece la sua prima visita a Philadelphia dal 1878, durante il viaggio di ritorno da un tour in Inghilterra. Sebbene la squadra australiana fosse forte, la lunga tournée e il viaggio li avevano lasciati stanchi. Nonostante ciò, scelsero di affrontare a pari numero di giocatori i Gentlemen of Philadelphia. La partita si svolse su un piccolo campo a Elmwood, dove l'erba di settembre era ruvida e il terreno favoriva un rapido rimbalzo della palla. Gli australiani, che batterono per primi, persero molte palle e non riuscirono a fronteggiare le difficoltà del campo, consentendo ai Philadelphians di totalizzare 525 run. Quando gli australiani scesero in campo per la loro seconda innings, speravano di essersi ripresi dal viaggio, ma furono rapidamente messi sotto pressione dallo swing in via di sviluppo di Bart King. La squadra australiana fu eliminata per 199 run, con King che prese 5 wicket per 78 run. Nella seconda innings degli australiani, furono nuovamente eliminati per 268 run, permettendo così ai Gentlemen of Philadelphia di vincere con un vantaggio di un inning e 68 run. La vittoria fu frutto sia delle straordinarie prestazioni di battuta di Bart King che del suo formidabile bowling. Gli australiani vinsero la partita di ritorno con sei wicket di vantaggio. Nonostante ciò, il capitano australiano, Jack Blackham, riconobbe il valore dei giocatori americani, affermando agli americani: "Avete giocatori migliori qui di quanto ci abbiano fatto credere. Sono al livello dei migliori inglesi."
Nel 1894, una seconda squadra inglese, capitanata da Lord Hawke, visitò Philadelphia per giocare due partite contro i Philadelphians. La prima partita si svolse a Merion, dove l'XI di Lord Hawke riuscì a vincere. I Philadelphians si riscattarono nella seconda partita, disputata al campo di Manheim di Germantown, dove prevalsero, conquistando la vittoria.
Nel 1897, la squadra di cricket di Philadelphia intraprese un tour in Inghilterra, durante il quale disputò 15 partite di prima classe. Sebbene i risultati non fossero all'altezza delle aspettative dei promotori, il tour aveva un obiettivo principalmente educativo, e pochi membri della squadra americana si aspettavano di vincere molte partite. Rispetto ai tour precedenti, che avevano visto coinvolte squadre amatoriali inglesi di livello relativamente basso, il programma del 1897 includeva le migliori squadre di cricket delle contee, le formazioni delle Università di Oxford e Università di Cambridge, il Marylebone Cricket Club e altre due squadre. Solo alcune delle contee decisero però di schierare i loro migliori undici. Il tour iniziò il 7 giugno a Oxford e durò due mesi, concludendosi a fine luglio all'Oval. Il tour nel complesso non fu positivo per la squadra di Philadelphia. Su quindici partite disputate, solo due furono vinte, mentre i Philadelphians persero nove partite e ne pareggiarono quattro. L'unica altra vittoria del tour arrivò contro il Warwickshire.

### Anni 1900 e 1910
Nel 1901, Bernard Bosanquet guidò una squadra inglese in un tour a Filadelfia. La serie di quattro partite si concluse in parità, con una vittoria per ciascuna delle due squadre e due pareggi.
I Philadelphians tornarono in Inghilterra nel 1903 per disputare 15 partite di prima classe. Rispetto al tour del 1897, questa volta la squadra americana ebbe un successo maggiore, vincendo sei partite, perdendone sei e pareggiandone tre.
Sempre nel 1903, il tour in Inghilterra fu seguito dalla visita del Kent a Filadelfia. Nel 1905 e nel 1907, il Marylebone Cricket Club fece due tour a Filadelfia. Nel primo tour, la serie si concluse con una vittoria per ciascuna delle due squadre, mentre nel secondo tour entrambe le partite terminarono in pareggio.
Nel 1908, i Philadelphians intrapresero il loro terzo e ultimo tour in Inghilterra, giocando dieci partite di prima classe. Durante questo tour, la squadra ottenne quattro vittorie e sei sconfitte. Il tour fu particolarmente memorabile per la straordinaria performance di Bart King, che prese 87 wicket, superando la media di bowling di Inghilterra con una cifra di 11,01. Questo record rimase imbattuto fino al 1958, quando Les Jackson del Derbyshire registrò una media di 10,99.
Nel periodo 1908-09, i Philadelphians intrapresero il loro unico tour al di fuori dell'Inghilterra, giocando tre partite di prima classe in Giamaica. Nel 1909, la squadra disputò anche una serie casalinga contro l'Irlanda, vincendo entrambe le partite con un inning di vantaggio. Nella prima di queste partite, Bart King realizzò una performance straordinaria, prendendo tutti e dieci i wicket irlandesi nel primo inning, e successivamente siglò una tripletta nel secondo inning.

### Eredità del cricket ai nostri giorni
Il secondo decennio del ventesimo secolo segnò la fine dell'era del cricket di prima classe a Filadelfia, con il baseball che consolidò il suo predominio sugli sport americani. Nel 1909, la formazione dell'Imperial Cricket Conference escludeva esplicitamente i paesi al di fuori dell'Impero britannico, riducendo significativamente l'influenza del cricket americano sul panorama internazionale. Questa politica di esclusione danneggiò qualsiasi slancio verso la professionalizzazione del cricket negli Stati Uniti.
Nonostante ciò, ci furono ancora altri due tour di prima classe dell'Australia negli Stati Uniti. Il primo, nel 1912, fu una serie di due partite che terminarono in parità. L'ultimo tour, nel 1913, prevedeva una serie di tre partite, delle quali gli australiani vinsero due e una terminò in pareggio. La partita pareggiata, giocata il 28 giugno 1913, fu l'ultima di prima classe disputata negli Stati Uniti fino alla partita di Coppa Intercontinentale tra la nazionale americana e il Canada, giocata a Fort Lauderdale, in Florida, nel 2004.
Oggi il cricket è ancora praticato a Philadelphia, ma non ha raggiunto le stesse vette che aveva durante il suo periodo d'oro.

## Statistiche
Partite riconosciute – Philadelphian cricket team
| Record      |    |    |    |    |   |
| Format      | M  | W  | L  | D  | A |
| Frist class | 90 | 30 | 49 | 10 | 1 |

### Frist class
| Nazionale               | M  | W  | L  | D  | A |
| ----------------------- | -- | -- | -- | -- | - |
| Australia               | 11 | 3  | 6  | 2  | 0 |
| Irlanda                 | 3  | 3  | 0  | 0  | 0 |
| Giamaica                | 3  | 2  | 1  | 0  | 0 |
| Marylebone Cricket Club | 7  | 2  | 3  | 2  | 0 |
| Squadre indiane         | 2  | 0  | 2  | 0  | 0 |
| Squadre inglesi         | 56 | 17 | 33 | 5  | 1 |
| Selezione statunitense  | 6  | 2  | 3  | 1  | 0 |
| Stati Uniti             | 2  | 1  | 1  | 0  | 0 |
| Totale                  | 90 | 49 | 36 | 10 | 1 |